# Atsushi Inaba

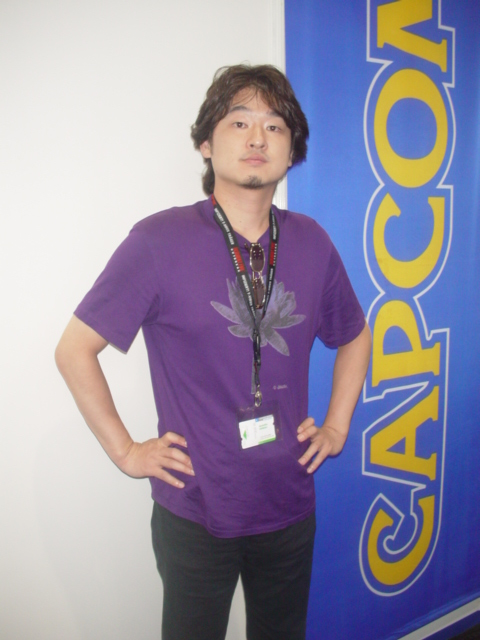
Atsushi Inaba 2004 in Leipzig

Atsushi Inaba (jap. 稲葉 敦志 Inaba Atsushi; * 28. August 1971 in Kanazawa, Präfektur Ishikawa) ist ein japanischer Spieleentwickler, bekannt für mehrere populäre Videospiele.
Heute arbeitet er für das unabhängige Entwicklerstudio Platinum Games (ehemals Seeds), welches er mit Shinji Mikami und Hideki Kamiya gründete.

## Überblick
Atsushi Inaba begann seine Karriere bei Capcom. Im Jahre 2003 eröffnete er unter seiner Führung das Studio Clover, welches komplett zu Capcom gehört.
Als Capcom im Oktober 2006 beschlossen hat das Clover-Studio wegen nicht zufriedenstellender Verkaufszahlen im April 2007 schließen zu lassen, plante er mit Kollegen ein eigenes unabhängiges Studio zu gründen, welches am 15. Februar 2007 unter dem Namen Seeds vorgestellt, mittlerweile jedoch in Platinum Games umbenannt wurde. Seither strebt Atsushi Inaba zusammen mit 85 Mitarbeitern (Stand: 2008) die Arbeit an Original-Entwicklungen an.

## Spiele von Atsushi Inaba
- 2001 Resident Evil Code: Veronica X
- 2002 Steel Battalion
- 2003 Viewtiful Joe
- 2004 Viewtiful Joe 2
- 2005 Viewtiful Joe: Battle Carnival
- 2006 Ōkami
- 2006 God Hand
- 2017 NieR: Automata